# Виселкино
Виселкино — деревня в Вологодском районе Вологодской области.
Входит в состав Новленского сельского поселения, с точки зрения административно-территориального деления — в Новленский сельсовет.
Расстояние по автодороге до районного центра Вологды — 72 км, до центра муниципального образования Новленского — 12 км. Ближайшие населённые пункты — Покровское, Бережок, Острецово, Шолохово, Котлово, Прокино.
По переписи 2002 года население — 4 человека.